# DYWA
DYWA è il nome dato da Pietro Egidio "Dydo" Monguzzi ad una serie di monoposto destinate a competere in varie categorie (Formula 2, Formula 5000, Formula Aurora e Formula 1) tra il 1969 e il 1983.

## Il contesto
Monguzzi frequenta sin da giovane il circuito di Monza dandosi da fare come meccanico, contestualmente si specializza nel trasporto di vetture da competizione destinate a mostre e saloni.
Dal 1969 affianca al suo lavoro di meccanico-trasportatore, quella di costruttore e realizza in quell’anno una Formula 2, mentre nel 1972 inizia la costruzione di una Formula 5000 Chevrolet che debutta l’anno seguente a Zolder. Ai progetti viene dato il nome DYWA, che ha origine dalle iniziali del soprannome del progettista e da quelle del fratello di sua moglie, Walter Nebuloni che abbandonò però presto il progetto.

### La Formula Uno
Nel 1979 il grande salto: Monguzzi realizza la DYWA F.1 0010 motorizzata Cosworth. La vettura fa il suo esordio in pista presso l'Autodromo di Monza nel giugno 1980, nel G.P. Lotteria abbinato alla gara del Campionato Internazionale di F.Aurora, con alla guida Piercarlo Ghinzani.
A causa della mancata concretizzazione delle sponsorizzazioni promesse l’avventura non prosegue e la vettura rimane ferma nella propria officina di Canegrate
.

### La F 3000
Nel 1985 la Federazione Internazionale dell'automobile dà il via alla F.3000 in sostituzione della F.2 e Monguzzi aggiorna la propria vettura, già disponibile, per il nuovo regolamento.
La DYWA F.3000 effettua alcuni test con Peo Consonni e successivamente con Guido Daccò suscitando l’interesse di Fulvio Maria Ballabio, ex pilota milanese, con trascorsi in F.3 e F.2, intenzionato a dar vita ad un team Monegasco, l'Écurie Monaco.
L’auto, ribattezzata, Montecarlo GP 001, viene presentata alla stampa alla presenza del Principe Alberto II di Monaco per poi scendere in pista a Le Luc e, modificata nella colorazione, debutta a Imola. Purtroppo a causa di alcuni problemi al cambio la vettura non si qualifica e di fatto si conclude qui la sua carriera: l’Écurie Monaco decide di proseguire la stagione con una March.

### DYWA Oggi
Dopo aver sospeso l’attività di costruttore per diverse stagioni, nel 2011 viene presentata una nuova monoposto per la Formula Junior.
Attualmente Monguzzi si dedica all’attività di restauro di alcune March-Alfa Romeo di F.Indy.